# Paul Louis Nyemb Ntoogue
Paul Louis Nyemb Ntoogue est un caricaturiste camerounais né en 1968. Aussi connu sous le nom de Nyemb Popoli, il est le propriétaire du journal satirique, Le Popoli.

## Biographie
Paul Louis Nyemb Ntoogue commence sa carrière professionnelle en tant que dessinateur de presse dans le journal Le Combattant. En 1991, il commence à animer une demi-page de planches de BD intitulée « Cinéma Popoli » dans le journal Le Messager. Il y fait fréquemment la caricature du président camerounais Paul Biya. 
Puis il se lance de façon indépendante en tant que propriétaire de presse en créant deux journaux Le Moustique déchaîné et La Chauve-souris qui n'ont pas connu de succès. En partenariat avec Alain Christian Eyoum Ngangué, actuel rédacteur en chef de Planète Jeunes, Nyemb Popoli fonde en 1993 le journal satirique hebdomadaire camerounais Le Messager Popoli, en synergie avec le Messager. En 2003, il se sépare du Messager et le journal est rebaptisé Le Popoli,.
Propriétaire du journal, Nyemb Popoli en est également l'illustrateur principal avec un accent prononcé vers la satire politique et les faits divers de la société camerounaise. Dans l'exercice de sa profession, Nyemb Popoli a fait l'objet de plusieurs interpellations et arrestations policières.